# Большой Карабулак
Большой Карабулак (тж. Большой Кара-Булак) — озеро (ильмень) в Икрянинском и Лиманском районах Астраханской области. Относится к дельте Волги. Входит в водную систему западных подстепных ильменей. Одно из крупнейших озёр водной системы. Озеро расположено к северу от села Зорино.
Относится к Нижне-Волжскому бассейновому округу. Согласно данным государственного водного реестра площадь ильменя — 19,8 км².

## Физико-географическая характеристика
Ильмень расположен в пределах ильменно-бугровой равнины, прилегающей с запада к Волга (рукаву Бахтемир), к северу от ильменя расположен посёлок Прикаспийский. Озеро занимает межбугровое понижение и вытянуто с севера на юг. Максимальная длина (с юго-запада на северо-восток) достигает 6 км, ширина до 2,3 км. Берега заболочены.
Ильмень Большой Карабулак является проточным. В ильмень впадают протока Хурдун и ерик Малтача, вытекают Главная протока и ерик Бушма, впадающий в Бахтемир. На западе сообщается с ильменем Урхн-Манжа.
В связи с зарегулированием стока реки Волга гидрологический режим водоёма подвергся существенным изменениям. Если в 1916 году ильмень представлял собой хорошо проточный довольно глубокий водоём (глубиной до 2 м), не заросший водной растительностью и с разнообразными грунтами (песок, серый ил и др.), то к 1970 году вследствие уменьшения водности в летний период уже почти 98 % поверхности ильменя было покрыто зарослями погружённой растительности.